# Thomas County, Georgia
Thomas County är ett administrativt område i delstaten Georgia, USA, med 44 720 invånare. Den administrativa huvudorten (county seat) är Thomasville.

## Geografi
Enligt United States Census Bureau har countyt en total area på 1 430 km². 1 420 km² av den arean är land och 10 km² är vatten.

### Angränsande countyn
- Colquitt County, Georgia - nordost
- Brooks County, Georgia - öst
- Jefferson County, Florida - syd
- Leon County, Florida - sydväst
- Grady County, Georgia - väst
- Mitchell County, Georgia - nordväst

### Orter
- Barwick (delvis i Brooks County)
- Boston
- Coolidge
- Meigs (delvis i Mitchell County)
- Pavo (delvis i Brooks County)
- Thomasville (huvudort)